# Калиполиј
Калиполиј или Калиполис (Καλλίπολις) је лик из грчке митологије.

## Етимологија
Његово име има значење „леп град“.

## Митологија
Према Паусанији, био је син Алкатоја и Пирге или Евехме. Када је његов старији брат Исхеполиј (или Исхеполис) страдао, Калиполиј је пожурио да оцу дојави ту трагичну вест. У том моменту је Алкиној приносио жртву Аполону и мислећи да ће његов син да увреди богове ометајући церемонију, убио га је запаљеним дрветом са жртвеника. Паусанија је писао и да се гроб овог јунака могао видети када се крене надоле из Деметриног храма у Мегари.